# Дејан Секулић
Дејан Секулић (Санкт Гален, 26. април 1979) српско-швајцарски je едукатор, НЛП тренер и аутор мотивационих књига.

## Биографија
Дејан Секулић је рођен у Санкт Галену, седишту истоименог швајцарског кантона. Пореклом је из Србије, што често у интервјуима истиче. Због урођеног страбизма, за време раног образовања трпео је мобинг околине, чак и наставног особља. У току даљег образовног процеса и животног усавршавања, то му је дало подстрек за напредовање. Занимао се за историју и, читајући о великанима попут Николе Тесле, Алберта Ајнштајна, Јохана Волфганга Гетеа, Ралфа Волдоа Емерсона и старогрчких филозофа, указао му се пут којим треба да крене. Данас, не само да сматра да је на том путу успео већ је постао и особа која друге људе мотивише да побољшају квалитет свог живота. Секулићев став је да се то постиже разбијањем животних статуса кво, па је зато познат и по надимку „Status quo-CRASHER”.
Завршио је Швајцарску школа хотелијерства у Луцерну и постао менаџер у угоститељству. Посветивши се учењу, прочитао је и преслушао на хиљаде књига, прошао неопходне обуке струковних институција и стекао сертификате, а онда и сам постао аутор. Дела са темом васпитања и мотивисања одраслих, који закључно са 2024. годином има седам у штампаном, електронском и аудио формату, објављује и на српском и на немачком језику. Сем књига, осмислио је и четири онлајн-програма намењених тренирању здравог начина живота и развоја личности. Наступа и као мотивациони говорник на разним европским манифестацијама.
Више пута је проглашаван аутором чија се дела најбоље продају на платформи „Амазон”. Немачки магазин „Erfolg” је већ четири пута доделио признање Дејану Секулићу за његов рад, убрајајући га у врхунске експерте из Немачке, Аустрије и Швајцарске на пољу развоја потенцијала и самомотивације. Исти магазин га је прогласио за једног од сто водећих саветника за 2024.
Сертификовани је НЛП мастер коуч (енгл. NLP master coach) и говори енглески и немачки језик. Ожењен је и има три ћерке. Живи и ради Швајцарској.
Увршћен је у „Енциклопедију националне дијаспоре”, коју уређује Иван Калаузовић Иванус.

## Дела (избор)

### Књиге
- Срећа воли срећне људе
- Квалитет твог речника одређује квалитет твог живота
- Ма, носите се
- Ти то можеш
- Одвој два минута за себе
- Успео сам! Ја сам непушач и захвалан сам на томе

### Мултимедија
- Срећа воли срећне људе
- Витаминска храна за ум и душу